# ドリュー・ブテラ
- ドリュー・ブテーラ
- ドリュー・ビュテラ

アンドリュー・エドワード・ブテラ（Andrew Edward Butera, 1983年8月9日 - ）は、アメリカ合衆国インディアナ州バンダーバーグ郡エバンズビル出身の元プロ野球選手（捕手）。右投右打。コーチ。愛称はザ・ドン（The Don）。
一部メディアでは「ビュテラ」と表記されることもある。

## 経歴

### プロ入りとメッツ傘下時代
2005年のMLBドラフト5巡目（全体149位）でニューヨーク・メッツから指名され、6月9日に契約。契約後、傘下のA-級ブルックリン・サイクロンズでプロデビュー。55試合に出場して打率.217、1本塁打、23打点を記録した。
2006年はA級ヘイガーズタウン・サンズでプレーし、95試合に出場して打率.186、5本塁打、38打点を記録した。
2007年はA+級セントルーシー・メッツで52試合に出場後、6月にAA級ビンガムトン・メッツへ昇格。AA級ビンガムトンでは30試合に出場して打率.188、1本塁打、4打点を記録した。

### ツインズ時代

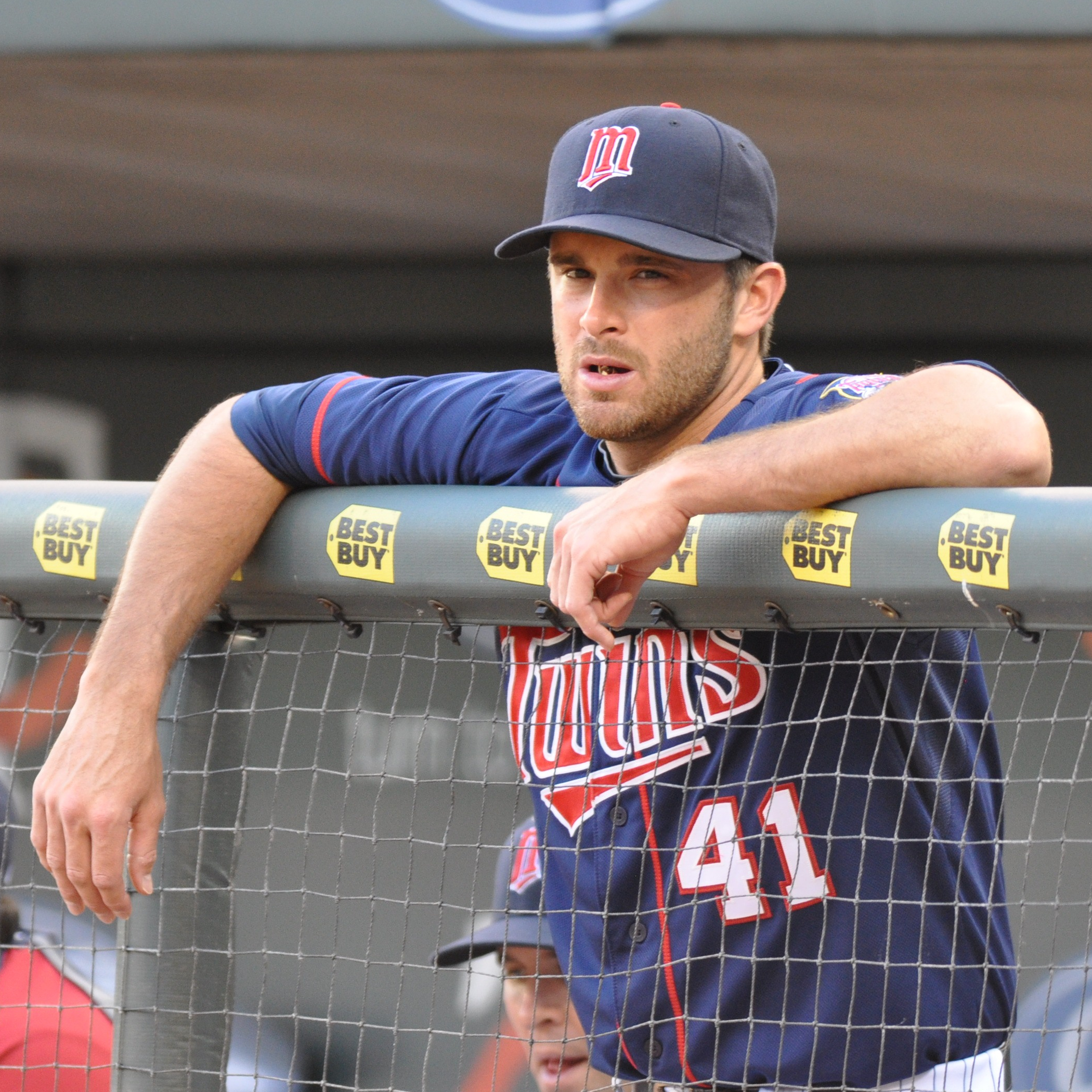
ミネソタ・ツインズ時代
(2012年6月26日)

2007年7月30日にルイス・カスティーヨとのトレードで、ダスティン・マーティンと共にミネソタ・ツインズへ移籍した。移籍後は傘下のAA級ニューブリテン・ロックキャッツに所属し、17試合に出場して打率.260、3打点を記録した。
2008年はAA級ニューブリテンに所属し、96試合に出場して打率.219、7本塁打、39打点を記録した。オフの11月19日にツインズとメジャー契約を結び、40人枠入りを果たした。
2009年3月31日にAAA級ロチェスター・レッドウイングスへ配属され、開幕を迎えた。この年はAAA級ロチェスターに所属し、99試合に出場して打率.211、2本塁打、25打点を記録した。
2010年3月7日にツインズと1年契約に合意し、自身初の開幕ロースター入りを果たした。4月9日のシカゴ・ホワイトソックス戦でメジャーデビュー。この年はジョー・マウアーに次ぐ2番手捕手として、49試合に出場（捕手としての出場は47試合）。打率.197、2本塁打、13打点と打撃面では結果を残せなかったが、盗塁阻止率は43％という高水準だった。
2011年2月26日にツインズと1年契約に合意。この年はマウアーの故障によって出場機会が増え、93試合で守備に就いた。しかし、打率は.167と力不足は明らかだった。オフには、MLBの台湾遠征チームの一員に選ばれた。
2012年3月31日にAAA級ロチェスターへ配属され、3年ぶりにAAA級で開幕を迎えることとなった。5月1日にメジャーへ昇格。その後はマウアーのバックアップとしてシーズンを過ごした。この年は42試合に出場して打率.198、1本塁打、5打点を記録した。
2013年1月17日にツインズと1年契約に合意。開幕前の3月に開催された第3回ワールド・ベースボール・クラシック(WBC)のイタリア代表に選出された。
シーズンでは3月25日にAAA級ロチェスターへ配属され、開幕を迎えた。7月24日にマウアーが育休リスト入りしたため、メジャーへ昇格。2試合に出場したが、7月28日にマウアーが復帰したため、AAA級ロチェスターへ降格した。結局ツインズでは2試合の出場に留まった。

### ドジャース時代

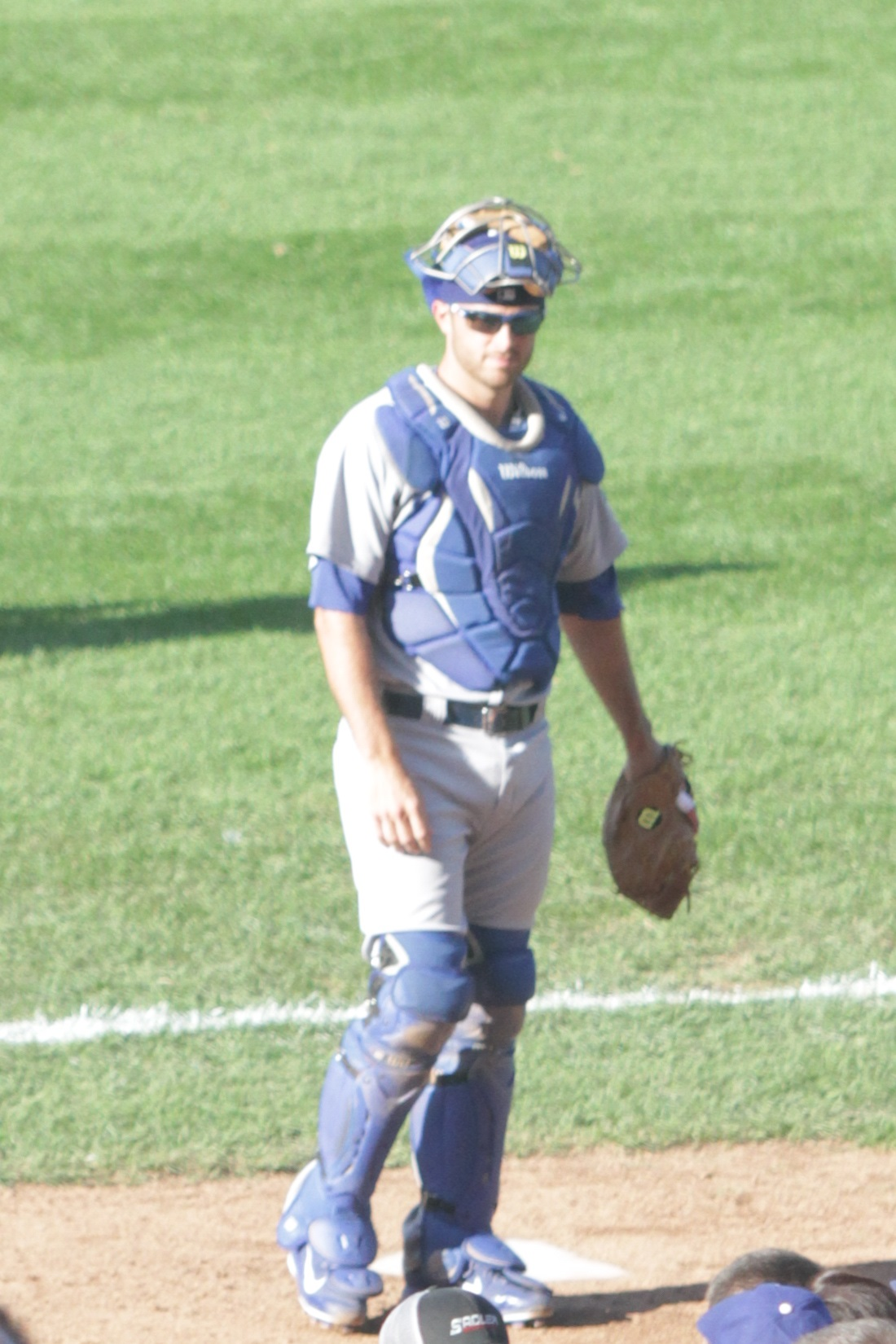
ロサンゼルス・ドジャース時代
(2014年9月19日)

2013年7月31日にミゲル・スルバランとのトレードで、ロサンゼルス・ドジャースへ移籍した。移籍後はAAA級アルバカーキ・アイソトープスで16試合に出場し、登録枠が拡大された9月1日にメジャーへ昇格。昇格後は4試合に出場（うち2試合では一塁手として出場）し、打率.143だった。オフの11月29日にドジャースと70万ドルの1年契約に合意した。
2014年はA.J.エリスに次ぐ2番手捕手として開幕ロースター入りしたが、4月8日にエリスが左膝の故障で離脱したため、先発としての出場機会が増加。また、投手としても2試合に登板した。この年は61試合に出場して打率.188、3本塁打、14打点を記録した。
オフの11月7日に日米野球2014のMLB選抜に選出された。帰国後の12月5日にウェイバー公示を経てボストン・レッドソックスから捕手のライアン・ラバーンウェイが加入したため、同日にDFAとなった。

### エンゼルス時代
2014年12月9日にトレードで、ロサンゼルス・エンゼルスへ移籍した。
2015年はエンゼルスでは10試合に出場したが、打率.190で本塁打と打点なしに終わり、5月4日にDFAとなった。

### ロイヤルズ時代
2015年5月7日にライアン・ジャクソンとのトレードで、カンザスシティ・ロイヤルズへ移籍した。ロイヤルズ加入後はサルバドール・ペレスの控え捕手として45試合に出場したが、打率は.200未満（.198）に留まり、通年での打率は.196だった。守備では、2球団計で盗塁阻止率38％を記録。また、数試合で一塁手も守った。
2016年はフルシーズン、ロイヤルズで控え捕手を務めた。打撃面では好調を維持し、打率.285・4本塁打・16打点・OPS0.808という成績を記録、打点以外は自己最高だった。守備面では51試合に出場したが、6失策・守備率.981・DRS - 5・盗塁阻止率25%（アメリカンリーグ平均は29%）と芳しくない数字が並んだ。また、前年に続いて一塁も守ったほか、2014年以来となる2試合に投手としても登板。計1.1イニングを1安打1奪三振の内容で無失点に抑えた。
2017年開幕前の3月に開催された第4回WBCのイタリア代表に選出された。ベネズエラとの試合で、走者としてホームに突入した際にロイヤルズでのチームメートのサルバドール・ペレスと衝突して、ペレスの左膝を負傷させてしまった。

### ロッキーズ時代
2018年8月31日にジェリー・バストとのトレードで、金銭と共にコロラド・ロッキーズへ移籍した。オフの10月29日にFAとなった。
2019年2月5日にフィラデルフィア・フィリーズとマイナー契約を結び、スプリングトレーニングに招待選手として参加することになったが、3月21日に自由契約となった。
その後、3月25日にロッキーズとマイナー契約を結んだ。開幕を傘下のAAA級アルバカーキ・アイソトープスで迎え、4月15日にメジャー契約を結んでアクティブ・ロースター入りした。5月3日にDFAとなり、6日にマイナー契約でAAA級アルバカーキへ配属された。9月3日に再びメジャー契約を結んでアクティブ・ロースター入りした。オフの10月31日にFAとなったが、12月18日にマイナー契約で再契約を結んで2020年のスプリングトレーニングに招待選手として参加することになった。
2020年7月22日にメジャー契約を結んで40人枠入りした。オフの10月28日にFAとなった。

### エンゼルス復帰
2021年1月13日にテキサス・レンジャーズとマイナー契約を結び、スプリングトレーニングに招待選手として参加することになった。シーズン開幕前の3月27日に一旦自由契約となったが、同日中にマイナー契約を結び直した。5月のマイナーリーグ開幕時には傘下のAAA級ラウンドロック・エクスプレスに所属していたが、出場試合は無かった。
その後、5月7日に金銭トレードでエンゼルスへ移籍し、即日でメジャー契約を結んでアクティブ・ロースター入りした。5月10日のヒューストン・アストロズ戦では1試合2犠打かつ決勝点となるスクイズを決めた。5月29日にDFAとなり、6月1日にマイナー契約で傘下のAAA級ソルトレイク・ビーズへ配属された。その後、8月31日に自由契約となった。

### アストロズ傘下時代
エンゼルスを自由契約となった同日の2021年8月31日にヒューストン・アストロズとマイナー契約を結び、傘下のAAA級シュガーランド・スキーターズへ配属された。

### 現役引退後
2022年よりロサンゼルス・エンゼルスのブルペン捕手を務める。

## 人物
父のサル・ブテラはミネソタ・ツインズなどで活躍した捕手である。

## 詳細情報

### 年度別打撃成績
| 年 度     | 球 団     | 試 合 | 打 席 | 打 数 | 得 点 | 安 打 | 二 塁 打 | 三 塁 打 | 本 塁 打 | 塁 打 | 打 点 | 盗 塁 | 盗 塁 死 | 犠 打 | 犠 飛 | 四 球 | 敬 遠 | 死 球 | 三 振 | 併 殺 打 | 打 率 | 出 塁 率 | 長 打 率 | O P S |
| --------- | --------- | ----- | ----- | ----- | ----- | ----- | -------- | -------- | -------- | ----- | ----- | ----- | -------- | ----- | ----- | ----- | ----- | ----- | ----- | -------- | ----- | -------- | -------- | ----- |
| 2010      | MIN       | 49    | 155   | 142   | 12    | 28    | 6        | 1        | 2        | 42    | 13    | 0     | 0        | 3     | 2     | 4     | 0     | 4     | 25    | 5        | .197  | .237     | .296     | .533  |
| 2011      | MIN       | 93    | 254   | 234   | 19    | 39    | 9        | 1        | 2        | 56    | 23    | 0     | 0        | 6     | 1     | 11    | 0     | 2     | 42    | 7        | .167  | .210     | .239     | .449  |
| 2012      | MIN       | 42    | 122   | 111   | 7     | 22    | 6        | 0        | 1        | 31    | 5     | 0     | 0        | 0     | 0     | 9     | 0     | 2     | 26    | 3        | .198  | .270     | .279     | .550  |
| 2013      | MIN       | 2     | 3     | 3     | 0     | 0     | 0        | 0        | 0        | 0     | 0     | 0     | 0        | 0     | 0     | 0     | 0     | 0     | 1     | 0        | .000  | .000     | .000     | .000  |
| 2013      | LAD       | 4     | 7     | 7     | 0     | 1     | 0        | 0        | 0        | 1     | 0     | 0     | 0        | 0     | 0     | 0     | 0     | 0     | 4     | 0        | .143  | .143     | .143     | .286  |
| '13計     | LAD       | 6     | 10    | 10    | 0     | 1     | 0        | 0        | 0        | 1     | 0     | 0     | 0        | 0     | 0     | 0     | 0     | 0     | 5     | 0        | .100  | .100     | .100     | .200  |
| 2014      | LAD       | 61    | 192   | 170   | 16    | 32    | 6        | 1        | 3        | 49    | 14    | 0     | 0        | 1     | 2     | 17    | 1     | 2     | 41    | 1        | .188  | .267     | .288     | .555  |
| 2015      | LAA       | 10    | 21    | 21    | 3     | 4     | 0        | 0        | 0        | 4     | 0     | 0     | 1        | 0     | 0     | 0     | 0     | 0     | 2     | 0        | .190  | .190     | .190     | .381  |
| 2015      | KC        | 45    | 99    | 86    | 6     | 17    | 3        | 0        | 1        | 23    | 5     | 0     | 0        | 5     | 0     | 6     | 0     | 2     | 24    | 0        | .198  | .266     | .267     | .533  |
| '15計     | KC        | 55    | 120   | 107   | 9     | 21    | 3        | 0        | 1        | 27    | 5     | 0     | 1        | 5     | 0     | 6     | 0     | 2     | 26    | 0        | .196  | .252     | .252     | .505  |
| 2016      | KC        | 55    | 133   | 123   | 18    | 35    | 10       | 1        | 4        | 59    | 16    | 0     | 0        | 2     | 0     | 8     | 0     | 0     | 36    | 2        | .285  | .328     | .480     | .808  |
| 2017      | KC        | 75    | 177   | 163   | 18    | 37    | 4        | 1        | 3        | 52    | 14    | 0     | 0        | 1     | 0     | 12    | 0     | 1     | 41    | 0        | .227  | .284     | .319     | .603  |
| 2018      | KC        | 51    | 166   | 149   | 11    | 28    | 9        | 0        | 2        | 43    | 18    | 0     | 0        | 0     | 2     | 13    | 0     | 2     | 37    | 4        | .188  | .259     | .289     | .548  |
| 2018      | COL       | 10    | 16    | 14    | 2     | 3     | 0        | 0        | 1        | 6     | 3     | 0     | 0        | 0     | 0     | 2     | 0     | 0     | 2     | 0        | .214  | .313     | .429     | .741  |
| '18計     | COL       | 61    | 182   | 163   | 13    | 31    | 9        | 0        | 3        | 49    | 21    | 0     | 0        | 0     | 2     | 15    | 0     | 2     | 39    | 4        | .190  | .264     | .301     | .564  |
| 2019      | COL       | 16    | 49    | 43    | 6     | 7     | 3        | 0        | 0        | 10    | 3     | 0     | 0        | 1     | 1     | 4     | 0     | 0     | 14    | 2        | .163  | .229     | .233     | .462  |
| 2020      | COL       | 28    | 43    | 39    | 4     | 6     | 2        | 0        | 0        | 8     | 4     | 0     | 0        | 1     | 1     | 2     | 0     | 0     | 11    | 3        | .154  | .190     | .205     | .396  |
| 2021      | LAA       | 12    | 36    | 32    | 1     | 3     | 1        | 0        | 0        | 4     | 5     | 0     | 0        | 3     | 1     | 0     | 0     | 0     | 16    | 0        | .094  | .091     | .125     | .216  |
| MLB：12年 | MLB：12年 | 553   | 1473  | 1337  | 123   | 262   | 59       | 5        | 19       | 388   | 123   | 0     | 1        | 23    | 10    | 88    | 1     | 15    | 322   | 27       | .196  | .252     | .290     | .542  |

### 年度別投手成績
| 年 度    | 球 団    | 登 板 | 先 発 | 完 投 | 完 封 | 無 四 球 | 勝 利 | 敗 戦 | セ 丨 ブ | ホ 丨 ル ド | 勝 率 | 打 者 | 投 球 回 | 被 安 打 | 被 本 塁 打 | 与 四 球 | 敬 遠 | 与 死 球 | 奪 三 振 | 暴 投 | ボ 丨 ク | 失 点 | 自 責 点 | 防 御 率 | W H I P |
| -------- | -------- | ----- | ----- | ----- | ----- | -------- | ----- | ----- | -------- | ----------- | ----- | ----- | -------- | -------- | ----------- | -------- | ----- | -------- | -------- | ----- | -------- | ----- | -------- | -------- | ------- |
| 2012     | MIN      | 1     | 0     | 0     | 0     | 0        | 0     | 0     | 0        | 0           | ---   | 4     | 1.0      | 0        | 0           | 1        | 0     | 0        | 1        | 1     | 0        | 0     | 0        | 0.00     | 1.00    |
| 2014     | LAD      | 2     | 0     | 0     | 0     | 0        | 0     | 0     | 0        | 0           | ---   | 7     | 1.2      | 2        | 1           | 0        | 0     | 0        | 2        | 0     | 0        | 2     | 2        | 10.80    | 1.20    |
| 2016     | KC       | 2     | 0     | 0     | 0     | 0        | 0     | 0     | 0        | 0           | ---   | 5     | 1.1      | 1        | 0           | 0        | 0     | 0        | 1        | 0     | 0        | 0     | 0        | 0.00     | 0.75    |
| 2018     | KC       | 1     | 0     | 0     | 0     | 0        | 0     | 0     | 0        | 0           | ---   | 6     | 0.1      | 2        | 0           | 3        | 0     | 0        | 0        | 0     | 0        | 2     | 2        | 54.00    | 15.00   |
| 2020     | COL      | 1     | 0     | 0     | 0     | 0        | 0     | 0     | 0        | 0           | ---   | 8     | 1.2      | 3        | 0           | 0        | 0     | 0        | 1        | 0     | 0        | 1     | 1        | 5.40     | 1.80    |
| MLB：5年 | MLB：5年 | 7     | 0     | 0     | 0     | 0        | 0     | 0     | 0        | 0           | ---   | 30    | 6.0      | 8        | 1           | 4        | 0     | 0        | 5        | 1     | 0        | 5     | 5        | 7.50     | 2.00    |

### 記録
- ワールドシリーズ優勝：1回（2015年）
- ランニング本塁打：1回[37]

### 背番号
- 41（2010年 - 2013年途中）
- 31（2013年途中 - 2014年）
- 3（2015年 - 同年途中）
- 9（2015年途中 - 2018年8月30日）
- 16（2018年9月3日 - 同年終了、2021年）
- 25（2019年）
- 6（2020年）

### 代表歴
- 2013 ワールド・ベースボール・クラシック・イタリア代表
- 2017 ワールド・ベースボール・クラシック・イタリア代表